# Mediodactylus russowii
Mediodactylus russowii es una especie de geco del género Mediodactylus, familia Gekkonidae, orden Squamata. Fue descrita científicamente por Strauch en 1887.

## Distribución y hábitat
Se distribuye por Turkmenistán, Kazajistán, Irán, China, Uzbekistán, Tayikistán y Kirguistán. Los hábitats naturales preferidos de M. russowii son el desierto y los matorrales, en altitudes que van desde los 45 metros (148 pies) por debajo del nivel del mar hasta los 2000 metros (6600 pies) sobre el nivel del mar.